# Pricele$$
Pricele$$, zapisywane także jako Priceless jest czwartym studyjnym albumem amerykańskiego rapera Birdmana. Album został wydany 23 listopada, 2009 roku.
Album zadebiutował na 33. miejscu listy Billboard 200, sprzedając się w 33.000 egzemplarzach w pierwszym tygodniu. Do dnia 4 marca 2010 roku sprzedano ponad 156.547 kopii.

## Lista utworów
1. "Intro" - 1:48
2. "Been About Money" - 4:12
3. "Money to Blow" (feat. Drake & Lil Wayne) - 4:19
4. "Money Machine" - 3:21
5. "Pricele$$" (feat. Lil Wayne) - 5:33
6. "Bring It Back" (feat. Lil Wayne) - 4:22
7. "Nightclub" - 4:36
8. "4 My Town (Play Ball)" (feat. Drake & Lil Wayne) - 4:21
9. "Hustle" (feat. Lil Wayne & Gudda Gudda) - 4:23
10. "Shinin'" (feat. T-Pain) - 3:31
11. "Mo Milli" (feat. Drake & Bun B) - 4:12
12. "I Want It All" (feat. Kevin Rudolf & Lil Wayne) - 3:16
13. "Always Strapped" (Remix) (feat. Lil Wayne & Mack Maine) - 4:30

### Deluxe Edition Bonus Tracks
1. "MP (a.k.a. Money & Power)" - 4:29
2. "Ball Till Ya Fall" (feat. Gucci Mane) - 3:37
3. "Grindin' Making Money" (feat. Lil' Kim & Nicki Minaj) - 3:47
4. "Written On Her" (Remix) (feat. Jay Sean, Flo Rida & Mack Maine) - 4:10
5. "Southside" (Remix) (feat. Lil Wayne, Mack Maine & Rick Ross) - 3:46

## Pozycja na listach
| Lista (2009)                          | Pozycja |
| ------------------------------------- | ------- |
| U.S. Billboard 200                    | 33      |
| U.S. Billboard Top R&B/Hip-Hop Albums | 6       |
| U.S. Billboard Top Rap Albums         | 3       |
| Canadian Albums Chart                 | 98      |